# Robert Redeker

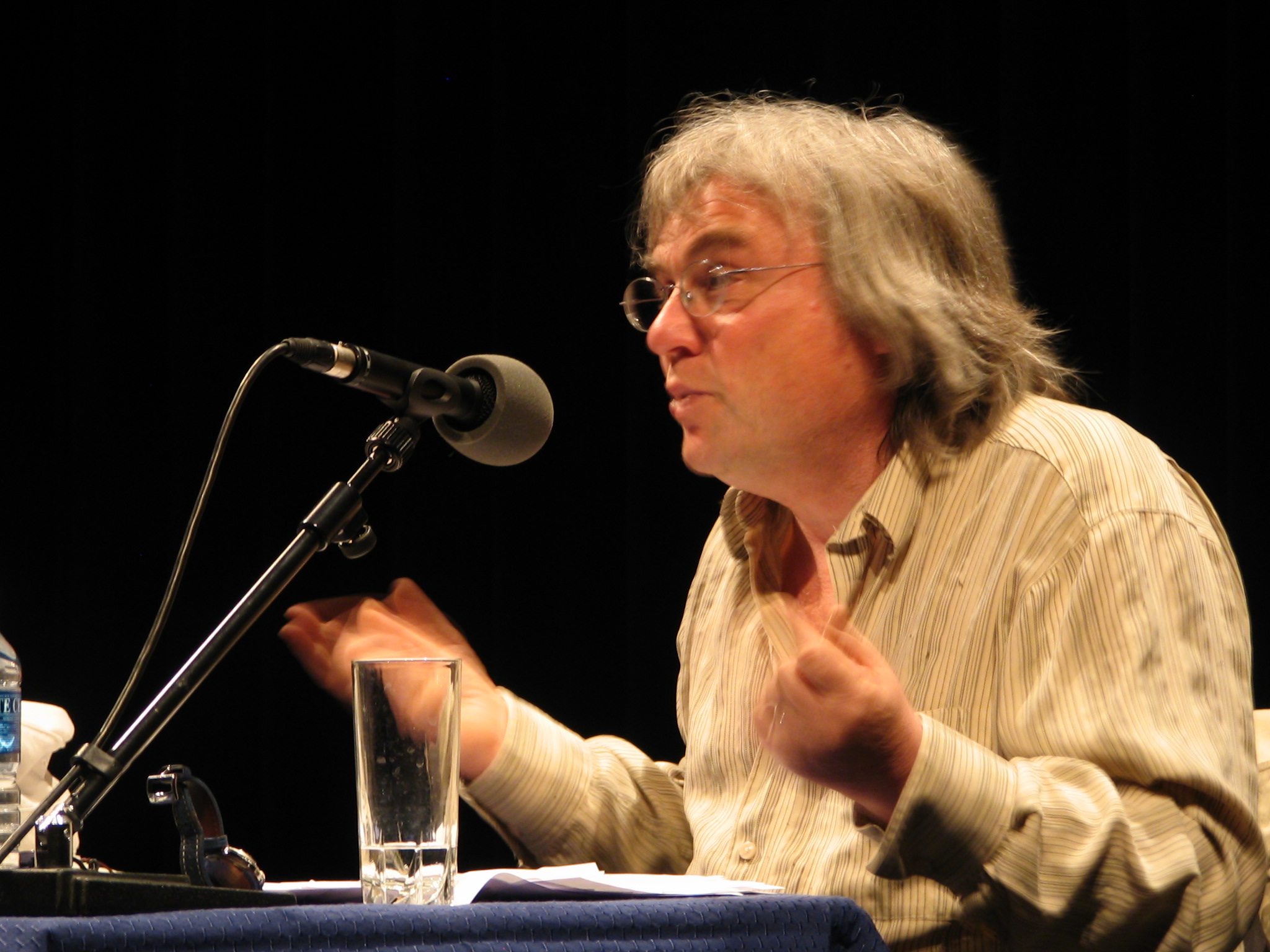
Robert Redeker

Robert Redeker (Lescure, 27 mei 1954) is een Frans schrijver en docent filosofie aan de Pierre-Paul-Riquet-school in Saint-Orens-de-Gameville en aan het École nationale de l'aviation civile.
Op 19 september in 2006, enkele dagen voor de aanvang van de ramadan, de islamitische vastenmaand, schreef hij een essay in de Franse krant Le Figaro, waarin hij naar aanleiding van de toen actuele discussie rond de Regensburg lezing van paus Benedictus XVI, felle kritiek op de islam uitte en in het bijzonder op de figuur Mohammed. Zo noemde hij de Koran "een boek van ongekend geweld" en de profeet Mohammed 'een meester van de haat'.
De uitgave van de krant verscheen die dag niet in Egypte en Tunesië. Na een bericht op de arabische nieuwszender Al Jazeera ontving Redeker verschillende doodsbedreigingen, die hem ertoe deden besluiten om onder te duiken. De Franse geheime dienst besloot de bedreigingen serieus te nemen.

## Voetnoten
1. ↑  Teacher in Hiding After Attack on Islam Stirs Threats, New York Times, 30 september 2006
2. ↑  Ondergedoken na kritiek op islam door Frank Renout, Algemeen Dagblad, 19 oktober 2006

- Bibliothèque nationale de France: cb13563117d (data)
- Gemeinsame Normdatei: 133341666
- International Standard Name Identifier: 0000 0000 7837 6981
- Library of Congress Control Number: n2002095869
- Système universitaire de documentation: 052548864
- Virtual International Authority File: 75039557
- WorldCat: E39PBJrChkp7MrGd8mXkgb7rbd